# 田舛吉二
田舛吉二（日语：／ Tamasu Kichiji，1935年—1956年1月），山口县出身，日本男子乒乓球运动员。他曾获得1954年和1955年世界乒乓球锦标赛男子团体金牌。
1956年1月，他因心脏病去世。